# Isaac Van Wart

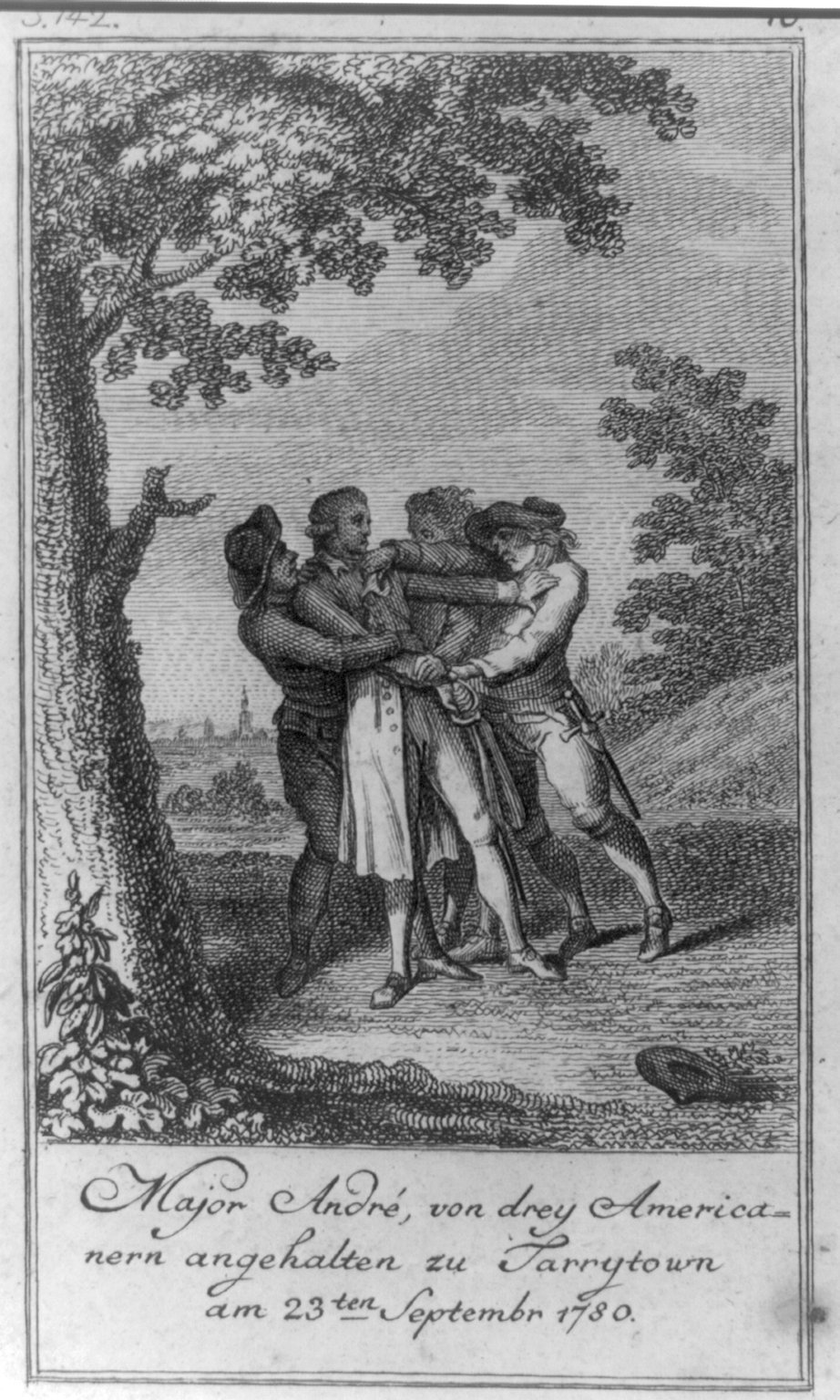
Die Gefangennahme von John André

Isaac Van Wart (auch Van Wert geschrieben; * 25. Oktober 1762 in Greenburgh, Provinz New York; † 23. Mai 1828 in Elmsford, New York) war ein Soldat im Amerikanischen Unabhängigkeitskrieg.

## Leben
Isaac Van Wart war ein Farmer in Westchester County, New York. Im Amerikanischen Unabhängigkeitskrieg diente er als Soldat. Ein Kupferstich von Daniel Berger nach einer Vorlage von Daniel Chodowiecki aus dem Jahr 1784 erzählt die Geschichte von dem Spion John André, der von drei Männern, John Paulding, Isaac Van Wart und David Williams nahe Tarrytown in Gewahrsam genommen wird.
Die Bildunterschrift lautet:
Major André, von drey Americanern angehalten zu Tarrytown am 23ten Septembr. 1780.
Zu Ehren von Isaac Van Wart wurde eine Stadt in Ohio Van Wert benannt.
| Personendaten    | Personendaten                                 |
| ---------------- | --------------------------------------------- |
| NAME             | Van Wart, Isaac                               |
| ALTERNATIVNAMEN  | Van Wert, Isaac                               |
| KURZBESCHREIBUNG | Soldat im Amerikanischen Unabhängigkeitskrieg |
| GEBURTSDATUM     | 25. Oktober 1762                              |
| GEBURTSORT       | Greenburgh, New York                          |
| STERBEDATUM      | 23. Mai 1828                                  |
| STERBEORT        | Elmsford, New York                            |